# Wild Wild West
Wild Wild West és una pel·lícula estatunidenca dirigida per Barry Sonnenfeld, estrenada el 1999. Ha estat doblada al català.
El film està « molt lliurement » inspirat en personatges de la sèrie de televisió The Wild Wild West, difosa de 1965 a 1969.

## Argument
L'any 1865, la guerra entre sudistes i nordistes s'acaba. Avui el president dels Estats Units, Ulysses S. Grant, sembla estar amenaçat per un antic soldat, el general McGrath, anomenat « el carnisser » des d'un atac sagnant al camp de New Liberty. Aquest és l'objectiu de dos agents especials del govern: James West, un cowboy de tèrbol passat que és el primer soldat afroamericà d'alta graduació que sembla alimentar un immens odi cap a McGrath i els sudistes, després Artemus Gordon, un Marshall americà inventor, que ha estat contractat per aturar el carnisser, perquè aquest dubta que McGrath no és l'únic responsable dels diversos crims que li atribueixen.

## Repartiment
- Will Smith: el capità James West
- Kevin Kline: U.S. Marshal Artemus « Artie » Gordon / el president Ulysses S. Grant
- Kenneth Branagh: el doctor Arliss Loveless
- Salma Hayek: Rita Escobar
- Ted Levine: el general « Bloodbath » McGrath
- M. Emmet Walsh: Coleman
- Frederique van Der Wal: Amazonia
- Musetta Vander: Munitia
- Sofia Eng: Miss Lippenrieder
- Bai Ling: Miss East
- Garcelle Beauvais (V.F: Magaly Berdy): Belle
- Rodney A. Grant: Hudson

## Premis i nominacions

### Premis
- Premis Razzie 2000: pitjor film, pitjor parella a la pantalla, pitjor realitzador, pitjor guió i pitjor cançó original
- Premis ASCAP 2000: premi Top Box Office Films (Elmer Bernstein), millor cançó original ("Wild Wild West")
- Premis Blockbuster Entertainment  2000: millor segon paper femení en un film d'acció (Salma Hayek)
- Premis Kids' Choice 2000: millor cançó ("Wild Wild West")

### Nominacions
- Premis Razzie 2000: pitjor actor (Kevin Kline), pitjor segon paper masculí (Kenneth Branagh), i pitjor segon paper femení (Kevin Kline, disfressat com a prostituta)
- Premis ALMA  2000: millor actriu (Salma Hayek)
- Premis Blockbuster Entertainment 2000: millor « team » d'acció (Will Smith i Kevin Kline), millor malvat (Kenneth Branagh), millor cançó (Enrique Iglesias - "For the song "Bailamos", Will Smith - "Wild Wild West")

## Rebuda
- "Per desgràcia, l'abundant encant de Smith es malgasta convertint-ho en un segon d'un grapat d'estúpides màquines que semblen maquetes rebutjades d'alguna reunió d'idees de Star Wars"[3]
- "Oblida't de tots els cars i ruïnosos efectes especials. No mereixen un minut del teu temps i molt menys, dues hores d'al·lucinant mediocritat[4]
- "La fusió entre descaradura i fantasia deliberadament exagerada mai arriba a quallar"[5]